# Ігнацій Мосцицький
Ігнацій Мосцицький (пол. Ignacy Mościcki Польська вимова: [iɡˈnatsɨ mɔɕˈtɕitskʲi], 1 грудня 1867, с. Межаново — 2 жовтня 1946, Версуа) — польський політик і державний діяч, хімік, президент Польщі у 1926—1939, ректор Львівської політехніки, видав розпорядження про створення концтабору в Березі-Картузькій.

## Біографія
Народився в селі Межаново біля Цеханува у сім'ї учасника Січневого повстання 1863 року. Закінчив школу в Плоцьку, гімназію у Варшаві (1886) та розпочав навчання на хімічному відділі Ризької політехніки. Деякий час навчався в Технічному коледжі (Лондон), тут встановив контакти з польськими соціалістами. З 1897 року асистент на кафедрі фізики університету Фрайбурґу (Швейцарія). У 1901 році очолив фірму, яка почала продукувати азотну кислоту методами, опрацьованими ним. За розробленими ним принципами були вибудовані електричні печі для виробництва азотної кислоти. У 1915—1925 роках керував кафедрою технології великого неорганічного промислу та технічної електрохімії. Автор близько 70 публікацій, 40 патентів у різних країнах світу.
1916 року організував у Львові Інститут наукових і технічних досліджень «Метан». Запроєктував оригінальний метод переробки нафти. Від 1922 року — професор кафедри фізичної хімії і електротехніки Львівської політехніки. Був ректором у 1925—1926 навчальних роках. Почесний доктор Львівської політехніки (1922). Почесний професор Львівської політехніки (1926).

## Визнання
У 1926 роках став почесним професором Львівської політехніки. Почесні докторати надали Познанський, Паризький, Варшавський (двічі) університети, Гірнича академія у Кракові, Львівська політехніка. 24 лютого 1913 року прийнятий до Політехнічного товариства у Львові. 1930 року став його почесним членом. 2 травня 1924 року відзначений Командорським хрестом із зіркою Ордену Відродження Польщі.

## Політична діяльність

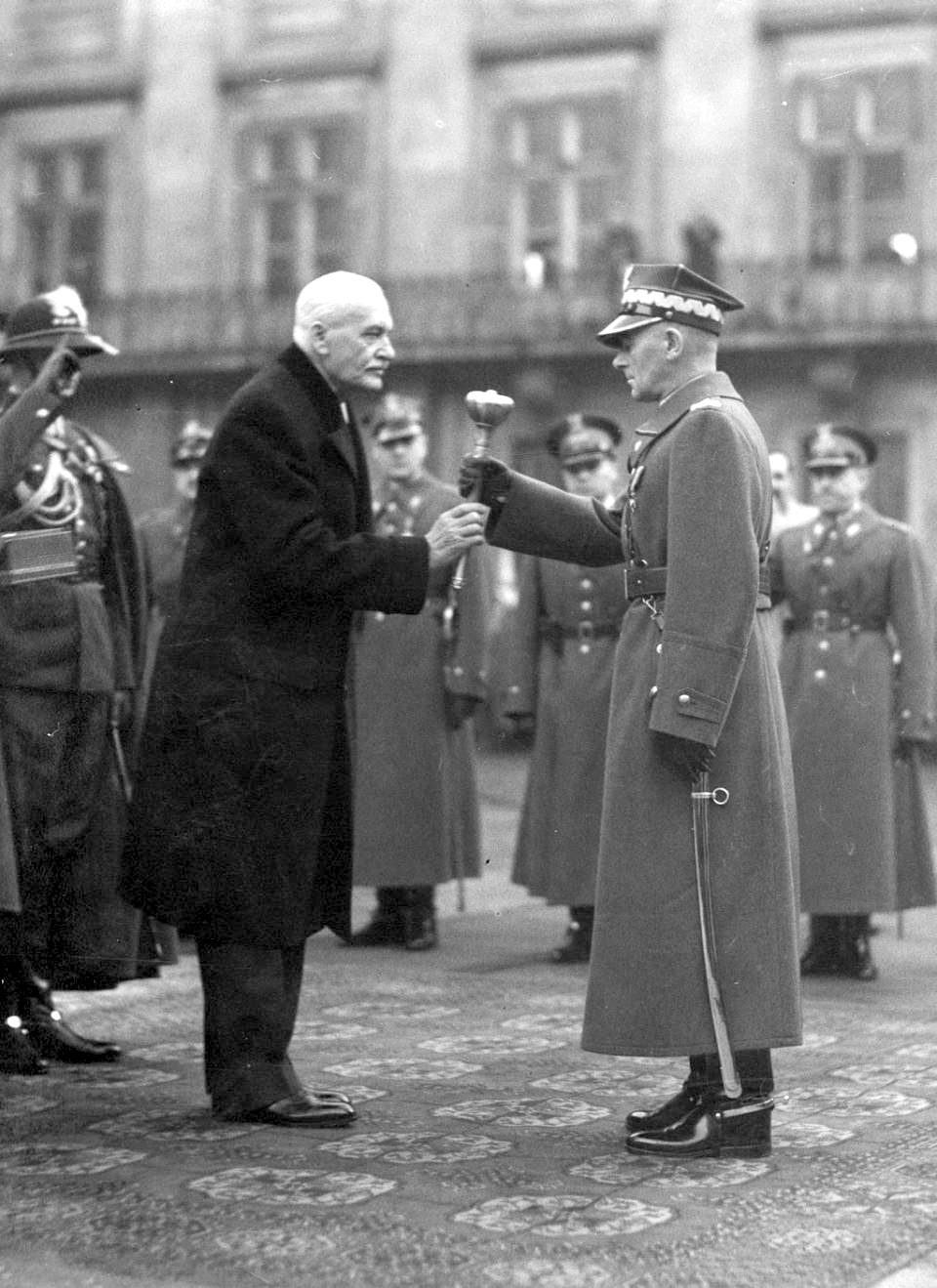
Мосцицький нагороджує булавою (bulawa) (жезлом маршала Польщі) Едварда Ридз-Сміглого в 1936.

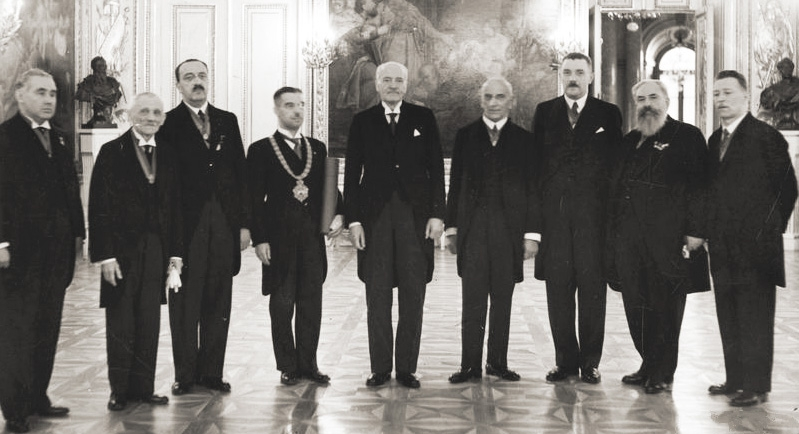
Делегація Львова на аудієнції у президента Польщі 13.09.1936 р.
У центрі зліва направо: Станіслав Островський (з ланцюгом бургомістра), Ігнацій Мосцицький, Володимир Децикевич

З 1892 р. учасник Закордонного союзу польських соціалістів. Після травневого перевороту 1926 року за рекомендацією Юзефа Пілсудського був обраний президентом Польщі; виконував обов'язки з 4 червня 1926 року.
17 червня 1934 року видав розпорядження про створення концтабору в Березі-Картузькій. Показовим було те, що вплинути на рішення про пацифікацію не міг (злослива тогочасна приказка твердила: «такий, як Ігнацій», пол. «tacy, jak Ignacy»).
Після окупації Польщі радянськими та німецькими військами у вересні 1939 року втік через так званий «румунський плацдарм» у Румунію, де був інтернований, передав пост президента Владиславу Рачкевичу, як того вимагала Франція. В грудні 1939 році переїхав із сім'єю до Швейцарії, де провів роки Другої світової війни.
Урна із прахом була перенесена у 1993 році до катедральної базиліки святого Яна Варшави.